# 新新百貨公司

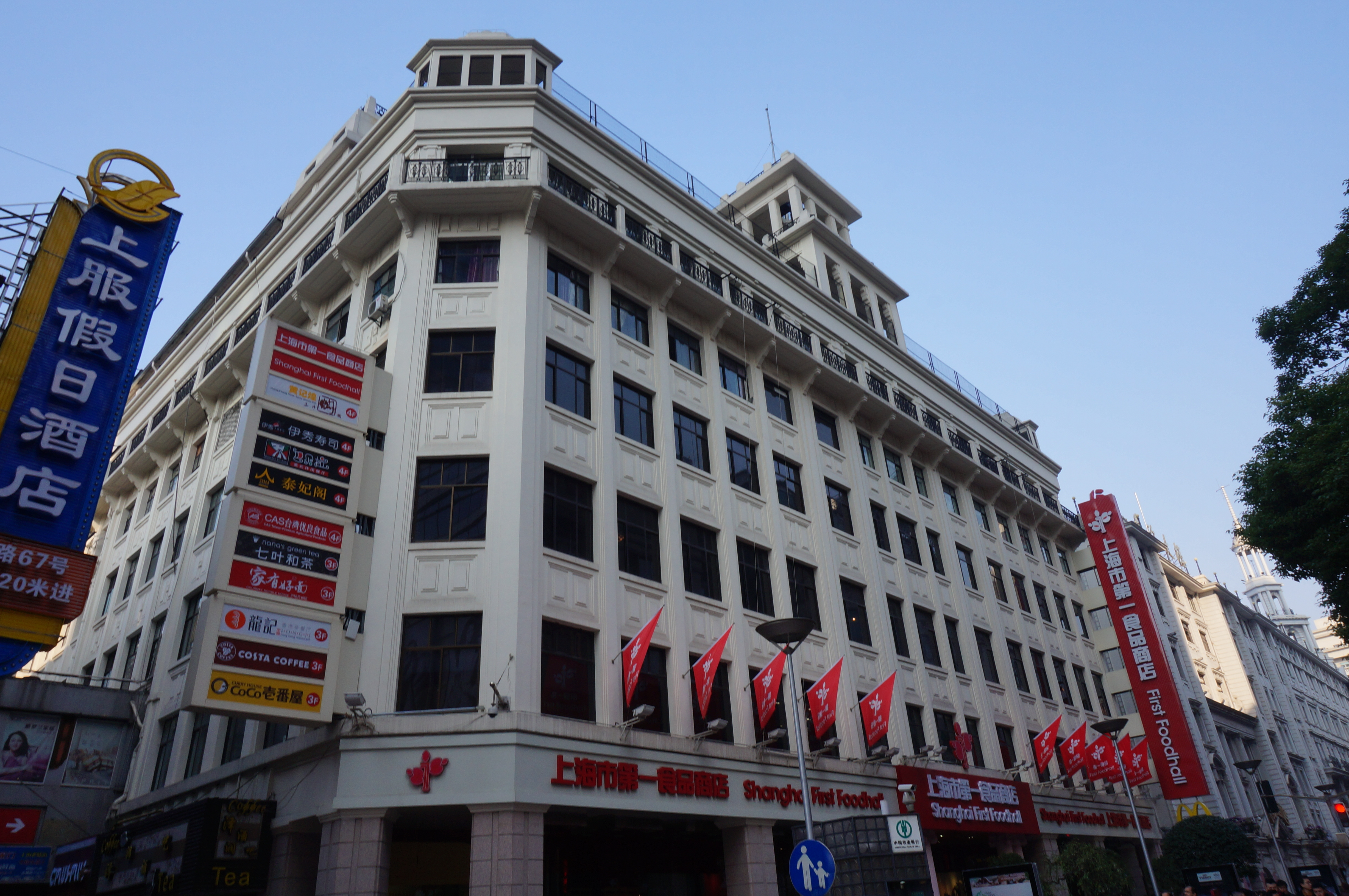
新新百貨公司ビル

新新百貨公司（しんしんひゃっかこうし）は、上海市の廃業した百貨店である。新新百貨公司は1926年に起業した。先施公司、永安公司、大新公司と並び、南京路中華系百貨店ビッグ4と呼ばれた。赤字により、新新百貨公司は1951年に廃業した。
新新百貨公司ビルは1925年に竣工し、敷地面積は4,280㎡、建築面積は22,030㎡である。現在は上海市第一食品公司が入居し、1989年に上海市文物保護単位に選ばれた。